# Eiskunstlauf-Europameisterschaften 1969
Die 61. Eiskunstlauf-Europameisterschaften fanden 1969 in Garmisch-Partenkirchen statt.

## Ergebnisse

### Herren
| Platz | Sportler              | Land                   |
| ----- | --------------------- | ---------------------- |
| 1     | Ondrej Nepela         | Tschechoslowakei       |
| 2     | Patrick Péra          | Frankreich             |
| 3     | Sergei Tschetweruchin | Sowjetunion            |
| 4     | Günter Zöller         | DDR                    |
| 5     | Philippe Pélissier    | Frankreich             |
| 6     | Haig Oundjian         | Vereinigtes Königreich |
| 7     | Sergei Wolkow         | Sowjetunion            |
| 8     | Marian Filc           | Tschechoslowakei       |
| 9     | Juri Owtschinnikow    | Sowjetunion            |
| 10    | Jacques Mrozek        | Frankreich             |
| 11    | Günter Anderl         | Österreich             |
| 12    | Reinhard E. Ketterer  | BR Deutschland         |
| 13    | Klaus Grimmelt        | BR Deutschland         |
| 14    | Josef Schneider       | Österreich             |
| 15    | Daniel Höner          | Schweiz                |
| 16    | Jan Hoffmann          | DDR                    |
| 17    | Zdzisław Pieńkowski   | Polen                  |
| 18    | Petr Stréc            | Tschechoslowakei       |
| 19    | Zoltán Horváth        | Ungarn                 |
| 20    | Thomas Callerud       | Schweden               |
| 21    | Arnoud Hendriks       | Niederlande            |
| 22    | Gheorghe Fazekas      | Rumänien               |
| 23    | Ragnar Wikström       | Finnland               |

### Damen
| Platz | Sportlerin            | Land                   |
| ----- | --------------------- | ---------------------- |
| 1     | Gabriele Seyfert      | DDR                    |
| 2     | Hana Mašková          | Tschechoslowakei       |
| 3     | Beatrix Schuba        | Österreich             |
| 4     | Zsuzsa Almássy        | Ungarn                 |
| 5     | Elisabeth Nestler     | Österreich             |
| 6     | Jelena Schtscheglowa  | Sowjetunion            |
| 7     | Elisabeth Mikula      | Österreich             |
| 8     | Rita Trapanese        | Italien                |
| 9     | Patricia Ann Dodd     | Vereinigtes Königreich |
| 10    | Eileen Zillmer        | BR Deutschland         |
| 11    | Charlotte Walter      | Schweiz                |
| 12    | Sonja Morgenstern     | DDR                    |
| 13    | Ľudmila Bezáková      | Tschechoslowakei       |
| 14    | Galina Grschibowskaja | Sowjetunion            |
| 15    | Eleonora Barická      | Tschechoslowakei       |
| 16    | Renate Zehnpfennig    | BR Deutschland         |
| 17    | Frances Waghorn       | Vereinigtes Königreich |
| 18    | Christine Errath      | DDR                    |
| 19    | Zsofia Wagner         | Ungarn                 |
| 20    | Britt Elfving         | Schweden               |
| 21    | Zsuzsa Homolya        | Ungarn                 |
| 22    | Miroslawa Nowak       | Polen                  |
| 23    | Elena Mois            | Rumänien               |

### Paare
| Platz | Sportlerin                                | Land                   |
| ----- | ----------------------------------------- | ---------------------- |
| 1     | Irina Rodnina / Alexei Ulanow             | Sowjetunion            |
| 2     | Ljudmila Beloussowa / Oleg Protopopow     | Sowjetunion            |
| 3     | Tamara Moskwina / Alexei Mischin          | Sowjetunion            |
| 4     | Heidemarie Steiner / Heinz-Ulrich Walther | DDR                    |
| 5     | Gudrun Hauss / Walter Häfner              | BR Deutschland         |
| 6     | Marianne Streifler / Herbert Wiesinger    | BR Deutschland         |
| 7     | Manuela Groß / Uwe Kagelmann              | DDR                    |
| 8     | Janina Poremska / Piotr Sczypa            | Polen                  |
| 9     | Mona Szabo / Pierre Szabo                 | Schweiz                |
| 10    | Evelyne Schneider / Wilhelm Bietak        | Österreich             |
| 11    | Linda Bernard / Raymond Wilson            | Vereinigtes Königreich |
| 12    | Dana Fialová / Josef Tuma                 | Tschechoslowakei       |

### Eistanz
| Platz | Sportlerin                               | Land                   |
| ----- | ---------------------------------------- | ---------------------- |
| 1     | Diane Towler / Bernard Ford              | Vereinigtes Königreich |
| 2     | Janet Sawbridge / Jon Lane               | Vereinigtes Königreich |
| 3     | Ljudmila Pachomowa / Alexander Gorschkow | Sowjetunion            |
| 4     | Angelika Buck / Erich Buck               | BR Deutschland         |
| 5     | Annerose Baier / Eberhard Rüger          | DDR                    |
| 6     | Susan Getty / Roy Bradshaw               | Vereinigtes Königreich |
| 7     | Dana Holanová / Jaromír Holan            | Tschechoslowakei       |
| 8     | Ilona Berecz / István Sugár              | Ungarn                 |
| 9     | Milena Tůmová / Josef Pešek              | Tschechoslowakei       |
| 10    | Tatjana Woitjuk / Wjatscheslaw Schigalin | Sowjetunion            |
| 11    | Elena Zharkova / Gennadi Karponossow     | Sowjetunion            |
| 12    | Edit Mato / Károly Csanádi               | Ungarn                 |
| 13    | Edeltraud Rotty / Joachin Iglowstein     | BR Deutschland         |
| 14    | Elaine Vachon / Jean-Pierre Noullet      | Frankreich             |
| 15    | Teresa Weyna / Piotr Bojańczyk           | Polen                  |
| 16    | Elfriede Rup / Walter Leschetizky        | Österreich             |
| 17    | Christiane Dallenbach / Leo Barblan      | Schweiz                |